# Championnat de Colombie de football 1948
Navigation
Saison suivante
La saison 1948 du Championnat de Colombie de football est la toute première édition du championnat de première division professionnelle en Colombie. Les dix meilleures équipes du pays sont regroupées au sein d'une poule unique, où elles s'affrontent deux fois, à domicile et à l'extérieur. À l'issue de la compétition, il n'y a pas de relégation et quatre équipes supplémentaires intègrent la première division la saison suivante.
C'est le club d'Independiente Santa Fe qui remporte la compétition, après avoir terminé en tête du classement final, avec quatre points d'avance sur Atlético Junior Barranquilla et sept sur le Deportivo Caldas. Santa Fe devient ainsi le premier club à inscrire son nom au palmarès du championnat national.

## Les clubs participants
| - Independiente Santa Fe - Deportivo Caldas - CD Los Millonarios - América de Cali - Atlético Junior | - Atlético Municipal - Independiente Medellin - Deportivo Cali - Once Deportivo - Universidad Nacional |

## Compétition
Le barème utilisé pour établir le classement est le suivant :
- Victoire : 2 points
- Match nul : 1 point
- Défaite : 0 point

### Classement
| Rang | Équipe                 | Pts | J  | G  | N | P  | Bp | Bc | Diff |
| ---- | ---------------------- | --- | -- | -- | - | -- | -- | -- | ---- |
| 1    | Independiente Santa Fe | 27  | 18 | 12 | 3 | 3  | 57 | 29 | +28  |
| 2    | Junior Barranquilla    | 23  | 18 | 11 | 1 | 6  | 48 | 35 | +13  |
| 3    | Deportivo Caldas       | 20  | 18 | 8  | 4 | 6  | 45 | 40 | +5   |
| 4    | CD Los Millonarios     | 19  | 18 | 9  | 1 | 8  | 58 | 45 | +13  |
| 5    | América de Cali        | 18  | 18 | 8  | 2 | 8  | 40 | 31 | +9   |
| 6    | Atlético Municipal     | 18  | 18 | 7  | 4 | 7  | 29 | 36 | -7   |
| 7    | Independiente Medellín | 17  | 18 | 7  | 3 | 8  | 37 | 49 | -12  |
| 8    | Deportivo Cali         | 16  | 18 | 6  | 4 | 8  | 35 | 41 | -6   |
| 9    | Once Deportivo         | 15  | 18 | 5  | 5 | 8  | 32 | 50 | -18  |
| 10   | Universidad Nacional   | 8   | 18 | 3  | 2 | 13 | 28 | 53 | -25  |

|  | Champion de Colombie 1948 |
|  | T: Tenant du titre        |

### Matchs
| Résultats (▼dom., ►ext.) | AMÉ | CAL | DCA | JUN | IND | MIL | MUN | OND | SFE | UNI |
| América de Cali          |     | 1-0 | 5-1 | 3-0 | 4-0 | 4-0 | 3-0 | 2-2 | 1-2 | 2-1 |
| Deportivo Cali           | 4-3 |     | 2-2 | 2-4 | 1-1 | 2-4 | 4-1 | 2-2 | 1-0 | 2-5 |
| Deportivo Caldas         | 1-3 | 3-2 |     | 3-1 | 4-1 | 3-0 | 3-1 | 3-2 | 1-1 | 5-2 |
| Junior Barranquilla      | 4-2 | 2-0 | 1-0 |     | 8-3 | 5-2 | 1-0 | 6-0 | 2-4 | 4-0 |
| Independiente Medellín   | 1-1 | 0-1 | 1-3 | 3-2 |     | 3-7 | 2-1 | 5-2 | 2-0 | 5-0 |
| CD Los Millonarios       | 2-0 | 3-2 | 7-4 | 6-1 | 5-2 |     | 3-4 | 6-0 | 1-2 | 4-1 |
| Atlético Municipal       | 3-2 | 4-3 | 3-1 | 1-1 | 0-3 | 2-2 |     | 1-0 | 2-1 | 2-0 |
| Once Deportivo           | 2-1 | 3-1 | 3-5 | 0-2 | 3-3 | 2-1 | 2-2 |     | 2-5 | 3-1 |
| Independiente Santa Fe   | 5-1 | 3-3 | 2-2 | 4-1 | 6-0 | 5-3 | 5-2 | 2-1 |     | 6-3 |
| Universidad de Pereira   | 3-2 | 1-2 | 2-2 | 2-3 | 1-2 | 3-2 | 0-0 | 2-3 | 1-4 |     |

## Bilan de la saison
| Championnat de Colombie de football 1948 |                                    |
| Champion                                 | Independiente Santa Fe (1er titre) |
| Promotions et relégations                |                                    |
| Promus en Primera A                      | Boca Juniors de Cali               |
| Promus en Primera A                      | Huracan Medellin                   |
| Promus en Primera A                      | Deportivo Barranquilla             |
| Promus en Primera A                      | CD Bucaramanga                     |
| Relégués en Primera B                    | Aucun                              |